# Rudolf Martiny
Friedrich Paul Adolf Rudolf Martiny (* 12. August 1870 in Liebenstein; † 1927) war ein Historiker und Staatsarchivar.

## Leben
Martiny wurde in Liebenstein geboren als Sohn des Sanitätsrats Dr. med. Adolph Martiny (1813–1872), Direktor der Wasserheilanstalt in Liebenstein, und seiner Ehefrau Agnes Steinkopff (1829–1895). Er besuchte bis 1890 die Gymnasien in Frankfurt/Oder, Osterburg/Altmark und Helmstedt. Von 1891 bis 1895 studierte er Geschichte, Germanistik, Geographie und Nationalökonomie an den Universitäten Halle (3 Semester), Tübingen (1 Semester), Berlin (2 Semester) und wieder Halle (2 Semester). Dort promovierte er am 20. Mai 1895 (Rigorosum) zum Dr. phil. über den „Grundbesitz des Klosters Corvey in der Diözese Osnabrück“.
Von 1894 bis 1896 absolvierte er die Archivarausbildung am Staatsarchiv Marburg. Im April 1899 wurde er an das Staatsarchiv Könisberg als Archivvolontär versetzt, um schon im Juli 1899 an das Staatsarchiv Koblenz zu wechseln. Dort blieb er bis 1906. In dem Jahr wurde er nach Breslau versetzt; aber schon im November 1807 bekam er eine Stelle als Königlicher Archivar am Geheimen Staatsarchiv Berlin. 1911 im Staatsarchiv Posen beschäftigt, kam er 1912 an das Staatsarchiv Osnabrück, wo er bis 1924 arbeitete. Im April 1924 wurde er in den einstweiligen Ruhestand versetzt.

## Schriften (Auswahl)
- Der Grundbesitz des Klosters Corvey in der Diözese Osnabrück,  (Dissertation Marburg 1895). J.G. Kißling, Osnabrück  1895. (Digitalisat)